# Uklîn, Svaleava
Uklîn (în ucraineană Уклин) este un sat în comuna Poleana din raionul Svaleava, regiunea Transcarpatia, Ucraina.

## Demografie
Componența lingvistică a localității Uklîn
     Ucraineană (97,92%)
     Rusă (2,08%)
Conform recensământului din 2001, majoritatea populației localității Uklîn era vorbitoare de ucraineană (97,92%), existând în minoritate și vorbitori de rusă (2,08%).